# راز سیتافورد
راز سیتافورد (به انگلیسی: The Sittaford Mystery) رمانی کارآگاهی اثر نویسنده انگلیسی آگاتا کریستی است که اولین بار در سال ۱۹۳۱ توسط داد، مید و شرکاء با عنوان قتل در هازلمور در ایالات متحده آمریکا منتشر شد. این اولین رمان کریستی است که عنوانی متفاوت برای بازار ایالات متحده به خود اختصاص داده است.

## ترجمه به فارسی
- عنوان: راز ده‍ک‍ده س‍ی‍ت‍اف‍ورد اثر آگ‍ات‍ا ک‍ری‍س‍ت‍ی؛ ترجمه م‍رض‍ی‍ه دب‍ش‍خ‍و. (تهران: ن‍وی‍ن، ۱۳۷۴)[۳]
- عنوان: راز خ‍ان‍ه س‍ی‍ت‍اف‍ورد اثر آگ‍ات‍ا ک‍ری‍س‍ت‍ی؛ ترجمه م‍ی‍ت‍را م‍ی‍رش‍ک‍ار س‍ی‍اه‍ک‍ل. (تهران: ن‍وآوران، ۱۳۷۷) شابک: 9646216366[۴]
- عنوان: راز سیتافورد اثر آگ‍ات‍ا ک‍ری‍س‍ت‍ی؛ ترجمه مجتبی عبدالله‌نژاد. (تهران: کتاب هرمس، کتابهای کارآگاه، ۱۳۸۸) شابک: 9789643636289[۵]
- عنوان: راز پرونده مختومه اثر آگ‍ات‍ا ک‍ری‍س‍ت‍ی؛ ترجمه جمشید اسکندانی. (تهران: ثالث، ۱۳۹۲) شابک: 9789643809027[۶]